# Associazione Calcio Fanfulla 1874 1983-1984
Questa voce raccoglie le informazioni riguardanti l'Associazione Calcio Fanfulla 1874 nelle competizioni ufficiali della stagione 1983-1984.

## Stagione
La stagione 1983-84 in C1 ha visto i bianconeri piazzarsi al diciassettesimo posto con 25 punti, retrocedendo subito dopo essere stati promossi.

## Rosa
| N. |                   | Ruolo | Calciatore        |
| -- | ----------------- | ----- | ----------------- |
|    | Italia (bandiera) | D     | Salvatore Aloise  |
|    | Italia (bandiera) | C     | Davide Biolcati   |
|    | Italia (bandiera) | D     | Mauro Cappelletti |
|    | Italia (bandiera) | D     | Claudio Colombi   |
|    | Italia (bandiera) | C     | Giovanni Colombi  |
|    | Italia (bandiera) | P     | Claudio Fadoni    |
|    | Italia (bandiera) | D     | Enrico Leoni      |
|    | Italia (bandiera) | C     | Marco Lucini      |
|    | Italia (bandiera) | C     | Enrico Magrini    |
|    | Italia (bandiera) | A     | Cristiano Masuero |

| N. |                   | Ruolo | Calciatore             |
| -- | ----------------- | ----- | ---------------------- |
|    | Italia (bandiera) | D     | Paolo Peviani          |
|    | Italia (bandiera) | D     | Gianmario Piacentini   |
|    | Italia (bandiera) | A     | Alessandro Quagliaroli |
|    | Italia (bandiera) | A     | Emilio Rossi           |
|    | Italia (bandiera) | C     | Giuseppe Sannino       |
|    | Italia (bandiera) | C     | Fermo Spallanzani      |
|    | Italia (bandiera) | P     | Maurizio Spelta        |
|    | Italia (bandiera) | C     | Tiberio Terzi          |
|    | Italia (bandiera) | C     | Alessandro Tirloni     |

## Risultati

### Campionato

#### Girone di andata
| 18 settembre 1983 1ª giornata | Fanfulla | 2 – 3 | Bologna |  |

| 25 settembre 1983 2ª giornata | Sanremese | 1 – 0 | Fanfulla |  |

| 2 ottobre 1983 3ª giornata | Fanfulla | 0 – 0 | Carrarese |  |

| 9 ottobre 1983 4ª giornata | Brescia | 1 – 1 | Fanfulla |  |

| 16 ottobre 1983 5ª giornata | Fanfulla | 2 – 1 | Fano |  |

| 23 ottobre 1983 6ª giornata | Trento | 0 – 0 | Fanfulla |  |

| 30 ottobre 1983 7ª giornata | Fanfulla | 1 – 1 | Parma |  |

| 6 novembre 1983 8ª giornata | Fanfulla | 1 – 1 | SPAL |  |

| 13 novembre 1983 9ª giornata | Legnano | 0 – 0 | Fanfulla |  |

| 20 novembre 1983 10ª giornata | Fanfulla | 1 – 1 | Treviso |  |

| 27 novembre 1983 11ª giornata | Rimini | 2 – 1 | Fanfulla |  |

| 4 dicembre 1983 12ª giornata | Modena | 2 – 2 | Fanfulla |  |

| 11 dicembre 1983 13ª giornata | Fanfulla | 0 – 0 | Lanerossi Vicenza |  |

| 18 dicembre 1983 14ª giornata | Rondinella Marzocco | 2 – 0 | Fanfulla |  |

| 8 gennaio 1984 15ª giornata | Fanfulla | 1 – 0 | Ancona |  |

| 15 gennaio 1984 16ª giornata | Prato | 2 – 0 | Fanfulla |  |

| 22 gennaio 1984 17ª giornata | Fanfulla | 0 – 0 | Reggiana |  |

#### Girone di ritorno
| 29 gennaio 1984 18ª giornata | Bologna | 1 – 0 | Fanfulla |  |

| 5 febbraio 1984 19ª giornata | Fanfulla | 2 – 2 | Sanremese |  |

| 12 febbraio 1984 20ª giornata | Carrarese | 1 – 1 | Fanfulla |  |

| 19 febbraio 1984 21ª giornata | Fanfulla | 0 – 0 | Brescia |  |

| 26 febbraio 1984 22ª giornata | Fano | 1 – 0 | Fanfulla |  |

| 4 marzo 1984 23ª giornata | Fanfulla | 1 – 1 | Trento |  |

| 11 marzo 1984 24ª giornata | Parma | 0 – 0 | Fanfulla |  |

| 18 marzo 1984 25ª giornata | SPAL | 3 – 1 | Fanfulla |  |

| 1º aprile 1984 26ª giornata | Fanfulla | 0 – 1 | Legnano |  |

| 8 aprile 1984 27ª giornata | Treviso | 0 – 0 | Fanfulla |  |

| 15 aprile 1984 28ª giornata | Fanfulla | 1 – 1 | Rimini |  |

| 29 aprile 1984 29ª giornata | Fanfulla | 3 – 2 | Modena |  |

| 6 maggio 1984 30ª giornata | Lanerossi Vicenza | 2 – 0 | Fanfulla |  |

| 13 maggio 1984 31ª giornata | Fanfulla | 0 – 2 | Rondinella Marzocco |  |

| 20 maggio 1984 32ª giornata | Ancona | 1 – 0 | Fanfulla |  |

| 27 maggio 1984 33ª giornata | Fanfulla | 1 – 1 | Prato |  |

| 3 giugno 1984 34ª giornata | Reggiana | 1 – 1 | Fanfulla |  |